# Зегжда, Пётр Дмитриевич
Пётр Дми́триевич Зе́гжда (4 августа 1940, Соликамск — 12 февраля 2022, Санкт-Петербург) — российский учёный, доктор технических наук, профессор Санкт-Петербургского политехнического университета, заслуженный деятель науки РФ (2002).

## Биография
Родился 4 августа 1940 года Соликамске в семье химика Зегжды Дмитрия Петровича (1907—1975) и технолога Венедиктовой Ольги Мартыновны (1905—1979). В 1963 окончил Днепропетровский металлургический институт, инженер-исследователь.
В 1963—1967 годах — сотрудник ВНИИ «Трансмаш»; с 1967 — в Ленинградском политехническом институте; прошёл путь от младшего научного сотрудника до профессора и первого заведующего кафедрой «Информационная безопасность компьютерных систем».
С 1996 года — директор Центра защиты информации при Политехе.
Член Президиума учебно-методического объединения Министерства образования РФ по группе специальностей «Информационная безопасность». Руководитель Северо-Западного регионального отделения учебно-методического объединения вузов по образованию в области информационной безопасности, создатель научно-образовательного центра LGPolyREC (в сотрудничестве с корейской компанией LG Electronics).
Заместитель председателя диссертационного совета Д212.229.27 по специальности 05.13.19. («Методы и системы защиты информации, информационная безопасность»).
Председатель оргкомитета ежегодной научно-технической конференции «Методы и технические средства обеспечения информационной безопасности». Входил в составы оргкомитетов межрегиональных и международных конференций: «Региональная информатика», «Информационная безопасность регионов России»,«Mathematical Methods, Models and Architectures for Computer Network Security».

### Личная жизнь
Проживал в Санкт-Петербурге.
Супруга — Ольга Павловна — научный сотрудник Института гидротехники; сын Дмитрий (род. 1969) — доктор технических наук, профессор и членкор РАН, лауреат Премии правительства РФ.

### Научные интересы
- Технологии моделирования информационных систем,
- доказательства безопасности информационных систем,
- применение методов искусственного интеллекта в практике компьютерной безопасности.

Пётр Дмитриевич — автор научных публикаций и монографий по информационной безопасности, разработчик учебных курсов и программ, обладатель 11 патентов на изобретения.

### Награды
- Премия Правительства Российской Федерации в области образования.
- Медаль ордена «За заслуги перед Отечеством» II степени.

## Бизнес
В 2007 году Зегжда вместе с сыном Дмитрием создал компанию «Необит», которая стала заниматься криптографией и разработкой ПО в сфере информационной безопасности. Преимущественно сотрудниками компании были студенты и преподаватели Политеха, а её основными клиентами — государственные структуры, в первую очередь ФСБ, Министерство обороны РФ, ФСО, администрация Петербурга. Часто встречающуюся критику компании за то, что она эксплуатирует студентов как дешёвую рабочую силу, а некоторые работали «за зачёт», Зегжда опровергал. В 2010 году один из её бывших сотрудников — Алексей Каретников — был раскрыт как сотрудник Службы внешней разведки РФ, арестован, а затем депортирован из США. Выручка компании за 2020 год составила 390 млн рублей. В 2021 году компания попала под санкции США. Одной из последних разработок компании является, например, система наблюдения за контентом и пользователями в Рунете «Вепрь».